# Арбаж
Арба́ж — посёлок городского типа, центр Арбажского района Кировской области России. Расположен на обоих берегах реки Шувана.

## История
Основан в 1765 переселенцами из западных губерний России как деревня Арбажские починки, затем ставшая селом. С 1929 года — районный центр. В 1956 году получил статус посёлка городского типа.
В 1901 году на земле крестьянина Ильи Безденежных в поселении была организована монашеская обитель Русской церкви — Александринская женская община. В ней проживало до 50 монахинь.

### Этимология
Арбаж (Арбаш) в переводе с удмуртского означает «граница удмуртов».

### Промышленность
Переработка лесопродуктов. Хлебозавод. Месторождения торфа, песчано-гравийных материалов и красной кирпичной глины. Выращивают зерновые, лён, картофель, овощи. Разводят крупный рогатый скот, свиней, овец, кур. Пчеловодство.

## Население
| 1959  | 1970  | 1979  | 1989  | 2002  | 2009  | 2010  | 2012  | 2013  |
| ----- | ----- | ----- | ----- | ----- | ----- | ----- | ----- | ----- |
| 2286  | ↗3432 | ↗4201 | ↗4927 | ↘4067 | ↘3879 | ↘3563 | ↘3466 | ↘3406 |
| 2014  | 2015  | 2016  | 2017  | 2018  | 2019  | 2020  | 2021  |       |
| ↘3361 | ↘3245 | →3245 | ↘3207 | ↘3110 | ↘3020 | ↘2938 | ↘2840 |       |

## Культура

### Достопримечательности
- Церковь Сретение Господне[20][21]